# Fuentidueña de Tajo
Fuentidueña de Tajo és un municipi de la Comunitat Autònoma de Madrid. Limita amb Estremera, Valdaracete, Villarejo de Salvanés i Villamanrique de Tajo i, cap al sud, amb Santa Cruz de la Zarza.

## Demografia
| 1996  | 1998  | 1999  | 2000  | 2001  | 2002  | 2003  | 2004  | 2005  | 2006  | 2007  |
| ----- | ----- | ----- | ----- | ----- | ----- | ----- | ----- | ----- | ----- | ----- |
| 1.398 | 1.432 | 1.447 | 1.446 | 1.471 | 1.476 | 1.517 | 1.602 | 1.765 | 1.799 | 1.920 |

NOTA: Les xifres del 1996 estan referides al 1r de maig i les altres al 1r de gener. Font: INE

## Història
A Fuentidueña de Tajo s'han trobat vestigis prehistòrics i romans, que informen de l'existència d'assentaments humans molt abans de la seva fundació medieval. En l'alta edat mitjana, va sorgir un nucli urbà al voltant del castell de l'Alfariella o de l'Alarilla, avui desaparegut, que va cobrar una gran importància militar durant la dominació àrab. En la baixa edat mitjana, un altre castell, denominat antigament de Santiago i en l'actualitat conegut com a Torre de los Piquillos, es va destacar com enclavament estratègic en l'avanç dels regnes cristians sobre l'Àndalus, durant la Reconquesta. Aquesta fortalesa depenia de l'Orde de Santiago.
La Reconquesta es va desenvolupar en diverses fases. El rei Alfons VI va conquistar el castell de la Alarilla en 1085 i en 1212, Alfonso VIII va consolidar la plaça, després del seu triomf en la decisiva batalla de Las Navas de Tolosa, que va permetre l'expansió cristiana cap al sud peninsular. En 1328, el poble, anomenat llavors Fuentidueña de Ocaña (per la seva vinculació jurisdiccional amb l'Arxiprestatge d'aquesta localitat toledana), va rebre furs. La vila va passar a formar part de la província de Madrid en 1833, en el context de la reforma impulsada per Javier de Burgos, mitjançant la qual es va dividir a Espanya en províncies.